# Myrmecocichla
Myrmecocichla – rodzaj ptaków z podrodziny kląskawek (Saxicolinae) w obrębie rodziny muchołówkowatych (Muscicapidae).

## Zasięg występowania
Rodzaj obejmuje gatunki występujące w Afryce.

## Morfologia
Długość ciała 16–20 cm; masa ciała 31–66 g.

## Systematyka

### Etymologia
- Myrmecocichla: gr. μυρμηξ murmēx, μυρμηκος murmēkos „mrówka”; κιχλη kikhlē „drozd”[5].
- Thamnolaea: gr. θαμνος thamnos „krzak”; λαιος laios „drozd”[6]. Gatunek typowy: Turdus cinnamomeiventris Lafresnaye, 1836.
- Dromolaea: gr. δρομος dromos „biegacz”, od τρεχω trekhō „biegać”; λαιος laios „drozd”[7]. Gatunek typowy: Oenanthe monticola Vieillot, 1818.

### Podział systematyczny
Do rodzaju należą następujące gatunki:
- Myrmecocichla melaena (Rüppell, 1837) – smolarek czarny
- Myrmecocichla arnotti (Tristram, 1869) – smolarek białołbisty
- Myrmecocichla cinnamomeiventris (Lafresnaye, 1836) – smolarek rdzawobrzuchy
- Myrmecocichla nigra (Vieillot, 1818) – smolarek epoletowy
- Myrmecocichla monticola (Vieillot, 1818) – smolarek górski
- Myrmecocichla aethiops Cabanis, 1851 – smolarek brunatny
- Myrmecocichla formicivora (Wilkes, 1817) – smolarek łuskowany
- Myrmecocichla tholloni (Oustalet, 1886) – smolarek białorzytny